# Parangalitsa Peak
Der Parangalitsa Peak (englisch; bulgarisch връх Парангалица wrach Parangaliza) ist ein 2700 m hoher Berg im westantarktischen Ellsworthland. In der Sentinel Range des Ellsworthgebirges bildet er 4 km südwestlich des Mount Waldron, 3,2 km westnordwestlich des Mount Tuck und 6,7 km östlich des Vanand Peak den südlichen Ausläufer des Veregava Ridge. Der Dater-Gletscher liegt westlich, der Hansen-Gletscher östlich von ihm.
US-amerikanische Wissenschaftler kartierten ihn 1988. Die bulgarische Kommission für Antarktische Geographische Namen benannte ihn 2012 nach dem Naturschutzgebiet Parangaliza im bulgarischen Rilagebirge.